# Girga
Girga es una ciudad de Egipto, en la provincia de Suhag, con unos 150.000 habitantes. Fue capital de la gobernación (provincia) hasta 1960, cuando la capital se trasladó a Suhag, y la gobernación cambió de nombre.
Su nombre deriva del copto Mara Girgis (el monasterio de San Jorge) situado en los aledaños; también tiene en sus alrededores un monasterio católico, supuestamente el más antiguo de Egipto. En la ciudad destaca la mezquita de porcelana (Al-Sini). Es sede de un obispo copto.
Tiene fábricas de cerámica y de refinamiento de azúcar. 

## Yacimiento arqueológico
Cerca de Girga está Beit Khallaf (a unos 5 km al oeste), donde se ha encontrado una importante necrópolis, cerca de la antigua capital Abidos, y la necrópolis de Mahasna, con tumbas del Imperio Antiguo. A unos 20 km al noroeste de la ciudad se encuentra Al-Birba, que pudo ser el asentamiento de la antigua población de Tinis. 